# ضريبة (العرش)
{{قرية يمنية | الاسم = ضريبة العرش | الدولة = اليمن | المحافظة = البيضاء | المديرية = مديرية العرش | عدد السكان = <!-- أضف العدد إذا توفر --> | الموقع الجغرافي = شمال مدينة رداع | القرى المجاورة = العقبة الحمراء، ماور }}  '''ضريبة العرش''' هي إحدى قرى مديرية العرش التابعة لمحافظة البيضاء في الجمهورية اليمنية. تقع شمال مدينة رداع، وتجاورها قرى [[العقبة الحمراء]] و[[ماور]]، مما يمنحها موقعًا متوسطًا بين المعالم الجغرافية والتاريخية للمنطقة.  == المقدمة == بين الجبال الصامتة التي تروي الحكايات، وعلى سفوح الزمن المتجذر، تقف قرية '''ضريبة العرش''' شامخةً بهويتها وتراثها في قلب مديرية العرش بمحافظة البيضاء. ليست مجرد تجمع سكني، بل ذاكرة حيّة تختزل أهازيج الماضي وهمسات الجغرافيا. هنا، في ممرات الطين وأعالي الجبال، تنسج ضريبة العرش حكاياتها الخاصة؛ حيث يروي [[جبل مرغم علي]] و[[قلعة حمة جريد]] و[[غيل القطارة]] قصة قريةٍ تتنفس الأصالة، وتزهر بالذاكرة.  == الجغرافيا والطبيعة == تمتاز ضريبة العرش بتضاريس جبلية تتخللها سهول زراعية، وتحتضن مجموعة من المعالم البارزة، من بينها: * '''جبل مرغم علي''': معلم طبيعي بارز يُعد نقطة مراقبة ومركزًا للذاكرة الجماعية. * '''غيل القطارة''': مورد مائي ارتبط بعادات اجتماعية وموسمية مثل الزواج والاستبشار الزراعي. * '''قلعة حمة جريد الأثرية''': أطلال تاريخية على قمة جبلية، تشير إلى وجود مدينة قديمة عمرها آلاف السنين.  == السكان والأنشطة == يعيش في القرية سكان ينتمون لأسر قَبَلية مترابطة، ويتحدثون لهجة محلية تدمج بين الفصحى والتعبيرات التراثية. يعتمد سكانها على الزراعة، وتربية المواشي، وبعض الحرف اليدوية كصناعة السلال والنسيج والصوف. تنتشر المجالس الشعبية التي تُستخدم لتبادل الروايات وحل النزاعات.  == المسار التراثي == '''إلى قلب قرية ضريبة العرش''' هو مسار توثيقي داخل القرية، يهدف إلى تسليط الضوء على أبرز معالمها من خلال سرد مرتب يتتبع العلاقة بين الإنسان والمكان. تشمل محطات المسار ما يلي: * [[جبل مرغم علي]] * [[غيل القطارة]] * [[قلعة حمة جريد]]  == انظر أيضًا == * [[مديرية العرش]] * [[محافظة البيضاء]] * [[جغرافيا اليمن]]  == مصادر مقترحة == * خرائط محلية من مكتب المساحة اليمني * مقابلات شفوية مع سكان القرية * زيارات ميدانية للمواقع التراثية داخل القرية هي إحدى قرى عزلة العرش بمديرية العرش التابعة لمحافظة البيضاء، بلغ تعداد سكانها 761 نسمة حسب تعداد اليمن لعام 2004.